# À travers le miroir
Ne doit pas être confondu avec De l'autre côté du miroir.
Pour plus de détails, voir Fiche technique et Distribution.
À travers le miroir (titre original : Såsom i en spegel) est un film suédois réalisé par Ingmar Bergman, sorti en 1961.

## Synopsis
Karin sort de l'hôpital psychiatrique. Son père et son frère ainsi que son mari, médecin, l'entourent le temps d'un séjour sur une île isolée. Mais la schizophrénie la ronge et son mal est incurable. Sa vie est secouée par des crises de delirium tremens. Les périodes de rémissions s'écourtent et son entourage se trouve impuissant à la soulager. 

## Fiche technique
- Titre : À travers le miroir
- Titre original : Såsom i en spegel
- Réalisation : Ingmar Bergman
- Assistant réalisateur : Lenn Hjortzberg
- Scénario : Ingmar Bergman
- Photographie : Sven Nykvist
- Assistants opérateurs : Rolf Holmquist, Peter Wester
- Montage : Ulla Ryghe
- Musique : Erik Nordgren
- Son : Staffan dalin, Stig Flodin
- Décors : P.A. Lundgren
- Costumes : Mago
- Script-girl : Ulla Furås
- Chef accessoiriste : Karl-Arne Bergman
- Effets spéciaux :Evald Andersson
- Producteur : Allan Ekelund
- Pays d'origine :  Suède
- Format : Noir et blanc — 35 mm — 1,37:1 — Son : Mono
- Genre : Film dramatique
- Durée : 89 minutes
- Date de sortie : 
  -  Suède : 16 octobre 1961

## Distribution
- Harriet Andersson : Karin
- Gunnar Björnstrand : David
- Max von Sydow : Martin
- Lars Passgård : Fredrik dit Minus

## Récompenses et distinctions
- Oscar du cinéma 1962 : Oscar du meilleur film en langue étrangère